# 4588 Wislicenus
A 4588 Wislicenus (ideiglenes jelöléssel 1931 EE) a Naprendszer kisbolygóövében található aszteroida. Max Wolf fedezte fel 1931. március 13-án.